# Canal Mar Bàltic-Blanc
El canal Mar Bàltic-Mar Blanc(en rus: Belomorsko-Baltíyskiy kanal (BBK)) es un canal de navegació per vaixells que uneix el mar Blanc amb el mar Bàltic a prop de Sant Petersburg, va ser inaugurat el 2 d'agost de 1933. El seu nom original era Belomorsko-Baltíyskiy kanal ímeni Stálina és a dir, "Canal Mar Blanc- Mar Baltic en nom de Stalin", donada la llargada del nom era usualment abreviat com Belomorkanal.
El canal va ser construir per presoners condemnats a treballs forçats provinents dels GULAGs. Hi van treballar a la vora de 126.000 presoners on al voltant de 10.933 van morir durant la construcció segons V.N.Zemskov.
La ruta que realitza el canal te aproximadament un 227 km, el canal utilitza majoritàriament rius i llacs de la zona, a destacar el Llac Vygozero. Des del 2008 el canal hi circula poca efluència d'embarcacions, al voltant de 10 a 14 vaixells al dia. La profunditat de 3,5 m del canal suposa una limitació econòmica considerable, ja que no permet el transport de mercaderies per part de vaixells de gran envergadura. Aquesta profunditat permet bàsicament la navegació de vehicles de transport d'un màxim aproximat de 600 tones. Els transports de mercaderia mes usuals transporten entre 2000-3000 dwt i requereixen canals de 4,5 a 6 metres de profunditat. Originalment el canal estava dissenyat per tenir una profunditat de 5,4 m de profunditat, no obstant, l'elevat cost i el límit de temps per finalitzar la construcció marcat pel Primer Pla Quinquennal de la Unió Soviètica van forçar a deixar el projecte amb la profunditat que te avui en dia.